# 赤尾昭彦
赤尾 昭彦（あかお あきひこ、1940年（昭和15年）6月11日 - 2016年（平成28年）8月19日）は、北海道の実業家。
日本最古のコンビニエンスストアチェーン「セイコーマート」の実質的な創業者で、代表取締役会長を務めた。
長男は2020年よりセコマ代表取締役社長を務めている赤尾洋昭。

## 来歴
北海道留萌市生まれ。1959年（昭和34年）北海道留萌高等学校卒業後、北の誉酒造入社。翌年、丸ヨ西尾商店（現在のセイコーフレッシュフーズ）に移籍。すすきのの飲食店や百貨店の営業を担当し、個人商店に酒や食料品などを卸す「御用聞き」の仕事もしていた。1979年（昭和54年）札幌短期大学商学科2部卒。
取引先であった札幌市北区の食料品店に助言をしてタバコや酒類販売業免許をとらせ、1971年（昭和46年）、北海道初のコンビニエンスストアである「コンビニエンスストアはぎなか」（現在の「セイコーマートはぎなか」）を開店させる。当時はまだセブン-イレブンすら日本未上陸であった。店舗数が14まで増えた1974年（昭和49年）に株式会社セイコーマート設立、丸ヨ西尾の西尾長光社長を代表取締役に据えて、取締役本部長に就任する。セイコーマートの社名は西尾長光の「西・光」に由来しているが、設立にあたっては赤尾が丸ヨ西尾から受け取った退職金を元手にしているなど、実質的には赤尾が創業者である。
1979年（昭和54年）セイコーマート常務取締役。1987年（昭和62年）同専務取締役。1996年（平成8年）同代表取締役副社長。その後、セイコーマート代表取締役社長を経て、セコマ代表取締役会長となった。ホットシェフの導入などを主導した。

## テレビ出演
- 日経スペシャル カンブリア宮殿 北の大地で40年･･･ 大手コンビニでも勝てない地域の御用達！ 「開いてて良かった」これがホントの"最強コンビニ"（2012年2月2日、テレビ東京）[6]